# Хоранашат
Монастырь Хоранаша́т (арм. Խորանաշատ վանք) — армянский монастырь XIII века в селе Чинари, Тавушской области Армении.

## История
Монастырь Хоранашат был основан в XIII веке Ванаканом Вардапетом. Главное здание, церковь св. Аствацацин (Богородицы), построен в 1211—1222 годах. По обеим сторонам апсиды монастыря расположены двухэтажные пределы, на второй этаж которых ведут лестницы с алтарной возвышенности. Подобная композиция купольного зала типична для церквей армянских монастырей зрелого средневековья.
В монастыре когда-то было переписано Евангелие, по-видимому, созданное в древнем Арцахе-Утике. В этом Евангелии находится уникальная версия «Тайной вечери», которая не имеет аналогов. Сейчас данное Евангелие хранится в немецком городе Галле.
Известно, что между 1215—1225 гг. армянский историк Киракос Гандзакеци перебрался в Хоранашатскую пустынь, жил в этом монастыре. А в 1225 году покинул его, после того как сюда вторглись татаро-монголы.
Согласно ему же, Киракосу Гандзакеци, некий родственник Ванакана Вардапета по имени Погос, после смерти своего учителя стал настоятелем монастыря Хоранашат.

## Современное состояние
Монастырь находится в 100 метрах от границы. Из села Чинари имеется дорога к монастырю, которая была улучшена в 2019 году, вслед за занятием двух новых позиций на границе.  
Ближайшие к храму 1500 метров дороги надо проходить вполроста, чтобы не быть в зоне видимости противника. Согласно словам местных жителей, в 2005 году даже Католикос со своей свитой не смог дойти туда — азербайджанские военные их обстреляли.
В 2008 году азербайджанские снайперы застрелили молодого посетителя церкви, еще двое остались инвалидами.
Обычно двери храма бывают заперты на ключ, но каждое 2 мая двери открываются и жители сел Чинари, Айгедзор и Арцваберд присутствуют на литургии и поминают своих усопших.